# Pasapas
Pasapas is een lied van het Nederlandse kinderkoor Kinderen voor Kinderen. Het werd in 2019 als single uitgebracht en stond in hetzelfde jaar als twaalfde track op het album Reis mee! - 40.

## Achtergrond
Pasapas is geschreven door Lucia Marthas en Tjeerd Oosterhuis en geproduceerd door Oosterhuis. Het kinderlied gaat over dansen. Het lied was themalied van de Koningsspelen 2019, dat het thema Water drinken had. In het lied worden verschillende danspasjes bezongen, welke kinderen konden nadoen. De muziekvideo was op YouTube in Nederland de meest bekeken nieuwe video van 2019. In deze clip zijn ook dansende kinderen te zien. De single heeft in Nederland de gouden status.

## Hitnoteringen
Het kinderkoor had bescheiden succes met het lied. Het stond op de 82e plaats van de Single Top 100 in de enige week dat het in deze lijst stond. Er was geen notering in de Top 40; het kwam hier tot de zesde plaats van de Tipparade